# Byrjutschyj-Insel
Die Byrjutschyj-Insel (ukrainisch Бирючий острів; russisch Бирючий Остров/Birjutschij Ostrow) ist eine ukrainische Halbinsel im Nordwesten des Asowschen Meeres.
Bis 1929 wurde die heutige Nehrung durch eine schmale Meerenge von der Fedotowa-Nehrung (ukrainisch Федо́това коса́) getrennt, daher noch die Bezeichnung „Insel“, die es seitdem jedoch nicht mehr ist. Die Insel trennt den Utljuk-Liman im Norden vom Asowschen Meer im Süden.

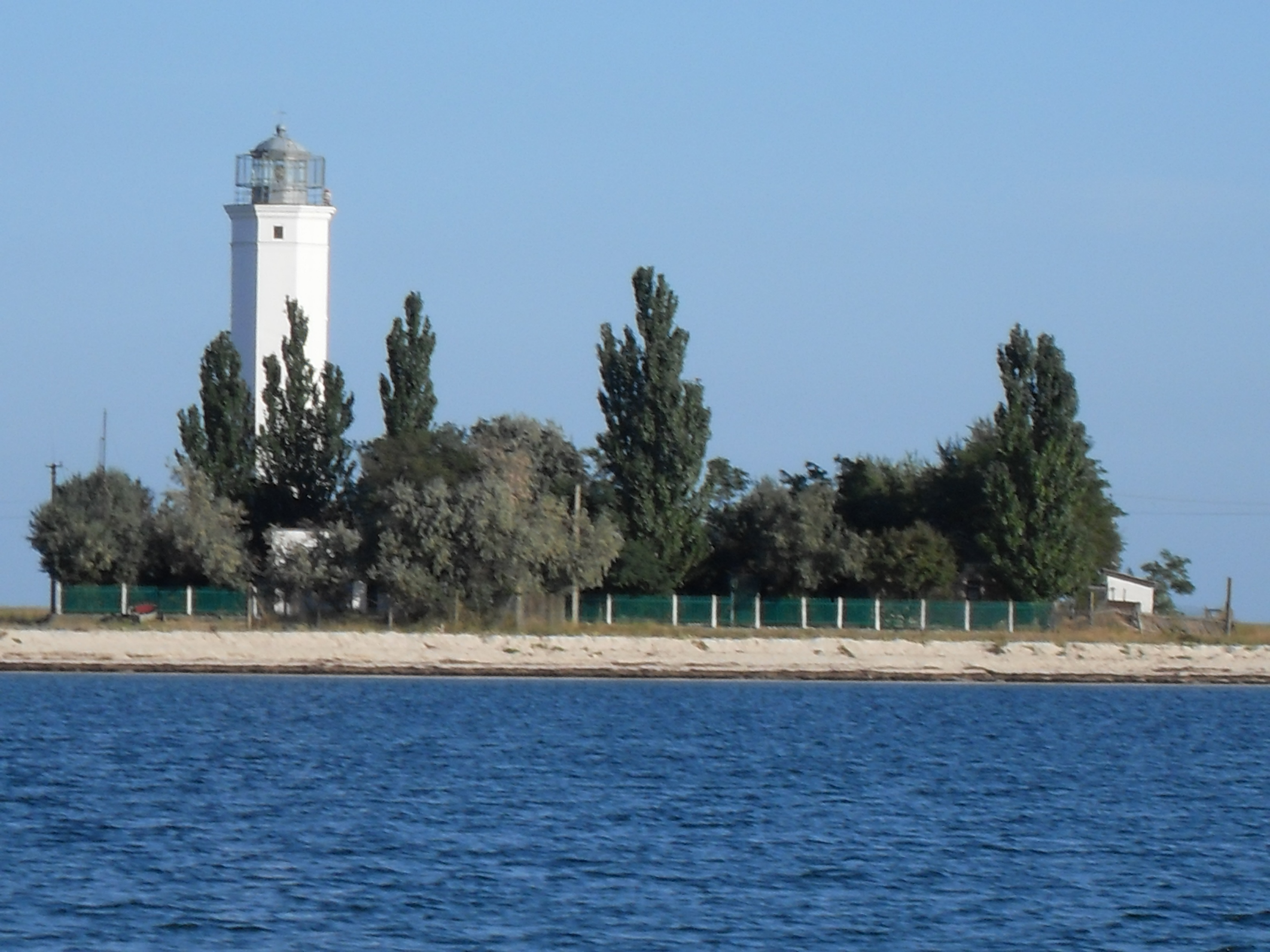
Leuchtturm auf der Byrjutschyj-Insel

Administrativ gehört die im Nationalpark Asow-Sywasch liegende Byrjutschyj-Insel zum Rajon Henitschesk in der Oblast Cherson. In kleinerem Umfang findet auf der Insel Tourismus statt. Seit 1878 gibt es im Südwesten der Halbinsel den Leuchtturm Byrjutschyj.